# Psittacanthus biternatus
Psittacanthus biternatus là một loài thực vật có hoa trong họ Loranthaceae. Loài này được (Hoffmanns.) G.Don miêu tả khoa học đầu tiên năm 1834.